# Lafayette McLaws
Lafayette McLaws (ur. 15 stycznia 1821 w Auguście, Georgia, zm. 24 lipca 1897 w Savannah, Georgia) – amerykański oficer US Army oraz Armii Konfederacji podczas wojny secesyjnej.